# Vegas Golden Knights
Vegas Golden Knights er et amerikansk ishockeyhold med hjemsted i Las Vegas. Holdet blev etableret i 2017 og kom straks med i NHL. I sin første sæson nåede holdet finalen i Stanley Cup, hvor det dog blev besejret af Washington Capitals med 1-4 i kampe.
| Sport | Spire Denne artikel om sport er en spire som bør udbygges. Du er velkommen til at hjælpe Wikipedia ved at udvide den. |